# هویت وندنبرگ
هویت وندنبرگ (انگلیسی: Hoyt Vandenberg; ۲۴ ژانویهٔ ۱۸۹۹ – ۲ آوریل ۱۹۵۴) ژنرال نیروی هوایی ایالات متحده آمریکا بود، که در فاصله سال‌های ۱۹۴۸ تا ۱۹۵۳ به‌عنوان دومین رئیس ستاد نیروی هوایی فعالیت می‌کرد.
وندنبرگ فعالیت نظامی را از سال ۱۹۲۳ در نیروی زمینی ایالات متحده آمریکا آغاز کرد، از ۱۹۴۲ تا ۱۹۴۳ فرمانده نیروی هوایی دوازدهم بود، از ۱۹۴۴ تا ۱۹۴۵ فرماندهی نیروی هوایی نهم را برعهده داشت و از ۱۹۴۵ تا ۱۹۴۶ دستیار فرمانده نیروی هوایی نیروی زمینی ایالات متحده آمریکا بود.
وی از ۱۹۴۶ تا ۱۹۴۷ به‌عنوان مدیر اطلاعات مرکزی آمریکا (سیا) فعالیت می‌کرد و از ۱۹۴۷ تا ۱۹۴۸ جانشین رئیس ستاد نیروی هوایی بود. او در جنگ جهانی دوم و جنگ کره حضور داشت و در سال ۱۹۵۳ از نیروهای مسلح آمریکا بازنشسته شد.